# Selo (gmina Ajdovščina)
Selo – miejscowość w Słowenii w gminie Ajdovščina.